# 塔什干国际广播电台
乌兹别克广播电台是乌兹别克斯坦的国家广播电台，开播于1921年。
对内设有4个广播频道，并设有对外广播，主要广播语言有乌兹别克语、英语、汉语、俄语、阿拉伯语、维吾尔语等。2005年以前对外广播名为“塔什干广播电台”，2005年对外广播改名为“塔什干国际广播电台”。